# Augustin Štancl
Augustin Štancl (5. října 1871, Bruck an der Mur – 21. prosince 1962, Senohraby) byl český římskokatolický kněz, středoškolský profesor, katolický publicista. Ve své době byl jedním z největších propagátorů ideje tzv. katolické školy na Moravě.
Prakticky celý svůj život zasvětil aktivitám podporujícím obnovení výchovy a vzdělávání v katolickém duchu, a to v celém školském systému jak Rakouska-Uherska, tak později i nového československého státu.
V roce 1900 založil v Olomouci spolu s dalšími kněžími spolek Matice cyrilometodějská, který měl pracovat v duchu výše uvedených snah. Štancl se v tomto spolku aktivně angažoval prakticky po celou dobu jeho existence až do jeho zrušení v roce 1950.
Všestranně podporoval řeholní společnost salesiánů, která se podle jeho představ měla stát garantem křesťanské výchovy katolické mládeže v Česku. Štancl nesl největší zásluhu na tom, že se česká salesiánská komunita, která vznikla v italské Perose Argentině v roce 1924, mohla již v roce 1927 přesunout do Fryštáku na Moravě, aby tak zahájila své dílo v českých zemích.

## Život
Augustin Štancl pocházel z rodiny, která provozovala velkoobchod s látkami ve Vysokém Mýtě. O tom, že tato rodina byla poměrně dobře situovaná, svědčí dosažené vzdělání a profese několika Augustinových příbuzných: např. jeho strýc Jan Štancl (1843–1914) působil jako vojenský lékař na válečných lodích, další strýc Josef Stancl (1851–1924) vystudoval farmacii a získal místo lékárníka v Uherském Hradišti. Augustinův otec Antonín (1842–1931), který byl nejstarším ze sourozenců, absolvoval technické učení v Praze a stal se zeměměřičem. Pravděpodobně hned po studiích odešel do Mostu nad Murou (Bruck an der Mur) v rakouském Štýrsku, kde dostal místo. Zde se také oženil s Marií Mauthnerovou, služebnou, pocházející z Waidhofenu nad Dyjí (Waidhofen an der Thaya) v Dolním Rakousku.
Dne 5. října 1871 se manželům Štanclovým narodil prvorozený syn Augustin. O dva roky později pak k němu přibyla ještě dcera Josefa (1873–1967). Rodina se však brzy přestěhovala ze Štýrska do Černovic (Чернівці [černivci]) v Bukovině, dnes na Ukrajině. Augustinova matka ale zemřela velmi záhy – již po osmi letech manželství. Po její smrti se Antonín Štancl oženil ještě třikrát, ze všech jeho manželství vzešlo nejméně devět dětí.
Po smrti matky poslal otec šestiletého Augustina do Čech, kde si jej vzali do opatrovnictví bezdětní příbuzní – manželé Antonie a Gustav Riebovi z Čáslavi (Antonie byla sestra Augustinova otce). V Čáslavi Augustin vychodil obecnou školu a nižší gymnázium a poté se přestěhoval k babičce Marii Štanclové do Vysokého Mýta, kde absolvoval vyšší gymnázium. Po maturitě (1889) se rozhodl pro studia bohosloví v Olomouci.
Protože po absolvování čtyřletého studia na bohoslovecké fakultě nemohl být kvůli svému nízkému věku vysvěcen na kněze, přihlásil se (asi na podzim roku 1893) jako podjáhen do noviciátu k benediktinům v pražských Emauzích. Zdejší řeholní komunita však byla německá a Štancl, který se během bohosloveckých studií nadchl pro ideu slovanského unionismu, se s ní zřejmě příliš nesžil, a již po roce klášter opustil. Po návratu do Olomouce byl poslán do německé farnosti Liebenthal u Třemešné (dnes Liptaň, okr. Bruntál), kde vyučoval náboženství (od 1. 11. 1894). Na kněze byl vysvěcen 25. listopadu 1894 olomouckým arcibiskupem ThDr. Theodorem Kohnem v Kroměříži.
Po vysvěcení pokračoval v působení v Liebenthalu (jako kaplan). Již v květnu 1897 byl však odtud odvolán zpět do Olomouce, kde další čtyři roky vyučoval na bohoslovecké fakultě a v kněžském semináři. V roce 1900 založil v Olomouci s dalšími kněžími český katolický školský spolek Matice cyrilometodějská. Během téhož roku také pracoval v redakci německého katolického deníku Olmützer Zeitung. Z Olomouce byl Štancl v roce 1901 přeložen do farnosti Lubojaty (dnes okr. Nový Jičín), kde působil jen do jara 1902. Za tu dobu však stihl dokončit a úspěšně obhájit svou dizertační práci a 23. ledna 1902 byl v Olomouci promován doktorem teologie (titul ThDr.).
Z Lubojat přešel na kaplanské místo při kostele Nanebevzetí Panny Marie v Kroměříži, kde zůstal do roku 1907. Kromě služby kaplana zde vykonával také funkci katechety – náboženství vyučoval na místní obecné a měšťanské dívčí škole, dále na obecné škole v nedalekých Skašticích a ve školním roce 1906–1907 navíc ještě i jako zatímní profesor na kroměřížské zemské německé reálce. Štancl v Kroměříži spolu s dalšími dvěma kněžími (P. Janem Korcem a P. Antonínem Urbanem) také založil katolický list Pozorovatel. Kromě toho se v tomto městě stal přímým svědkem vyvrcholení tzv. Rectovy aféry, během níž arcibiskup Kohn poslal do zdejšího kněžského vězení P. Františka Ocáska, jehož podezříval z uveřejňování anonymních článků v tisku, které ostře kritizovaly olomouckého arcibiskupa. Toto vězení se nacházelo právě na faře při kostele Panny Marie v Kroměříži a Štancl zde měl funkci tzv. podvěznitele. Jak se však dozvěděl neoficiální cestou, Kohn zde uvěznil nevinného člověka, zatímco pravý autor článků, P. Josef Hofer, byl na svobodě. Štancl se proto přidal na stranu kritiků arcibiskupa Kohna a přeložil dokonce do latiny jednu ze stížností na tohoto arcibiskupa, kterou v této záležitosti poslali do Říma olomoucký kanovník Vincenc Grimmenstein, farář od sv. Michala v Olomouci P. Ignác Panák a právník JUDr. Mořic Hruban. Později se však Štancl stal jedním z mála příznivců arcibiskupa Kohna a po jeho rezignaci a odchodu do exilu se jej vícekrát zastával.

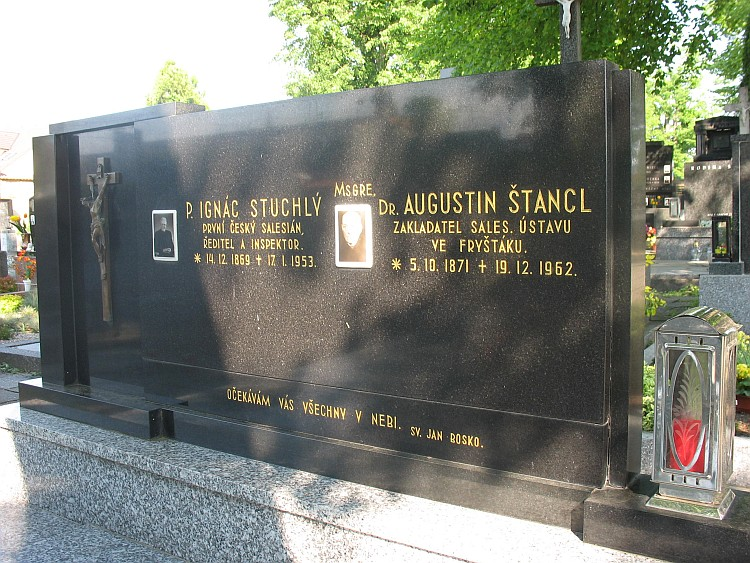
Hrob ThDr. Augustina Štancla a P. Ignáce Stuchlého na hřbitově ve Fryštáku.

Dalším Štanclovým kaplanským a katechetským působištěm se stal od roku 1907 Prostějov. Působil zde nejprve jako zatímní profesor a od roku 1908 jako řádný profesor náboženství na tamní státní německé reálce. Prostějovským farářem byl v té době Karel Dostál-Lutinov, jeden z ideových vůdců české katolické moderny. Spolupráce obou těchto kněží byla zpočátku velmi nadějná, avšak postupem času se vlivem různých okolností zcela zhatila a byla naopak nahrazena několikaletými rozbroji. Ty měly celou řadu příčin, především však byly způsobeny poněkud nonkonformními, bojovnými a prudkými povahami obou duchovních, jejichž jednání často postrádalo potřebnou rozvahu a diplomatický takt. Hlavní spor se vedl o stavbu Katolického domu v Prostějově, kterou prosazoval farář Dostál-Lutinov, zatímco Štancl byl proti. Kontroverze posílila také Štanclova návštěva u někdejšího olomouckého arcibiskupa Theodora Kohna v rakouském Ehrenhausenu v létě roku 1911. Kohn totiž prostějovského katechetu nadchl svou myšlenkou založit v Olomouci katolickou univerzitu, zatímco Dostál-Lutinov zaujímal už z dřívějších dob vůči tomuto rezignovanému arcibiskupovi kritický postoj. Vzájemné spory nakonec vyřešilo až Štanclovo přeložení zpět do Kroměříže v roce 1914.
V Kroměříži působil Štancl jako katecheta na Státním německém gymnáziu do roku 1920, kdy přešel do Moravské Ostravy, kde vyučoval rovněž na Státním německém gymnáziu. Z Ostravy však odešel velmi brzy – již v únoru 1922 byl na vlastní žádost přeložen na Státní reálné gymnázium do Hranic na Moravě. Zde pak dalších devět let, až do odchodu do penze na začátku roku 1931, vyučoval náboženství, latinu a také němčinu. V roce 1933 se z Hranic přestěhoval do Olomouce, kde až do druhé poloviny padesátých let žil v městské části Hejčín, nedaleko nově vybudovaného kostela sv. Cyrila a Metoděje.
Štancl již od mládí udržoval blízké kontakty s rodinou svého strýce – lékárníka, průmyslníka a starosty Uherského Hradiště – Josefa Stancla. Od roku 1931 se stal také spolu-obnovitelem tradice poutí ke kapli sv. Rocha nad Uherským Hradištěm, která byla opravena z iniciativy manželky lékárníka Stancla – Antonie, roz. ze Schullernů (1857–1940). Štancl zde pak až do vysokého věku pravidelně jezdíval celebrovat poutní mši svatou (každý rok v srpnu).
Z Olomouce Štancl v roce 1958 odešel do kněžského domova v Senohrabech u Prahy, kde 21. prosince 1962 ve věku 91 let zemřel. Pohřben byl podle svého přání na hřbitově ve Fryštáku do společného hrobu s prvním českým salesiánem P. Ignácem Stuchlým

## Činnost v Matici cyrilometodějské

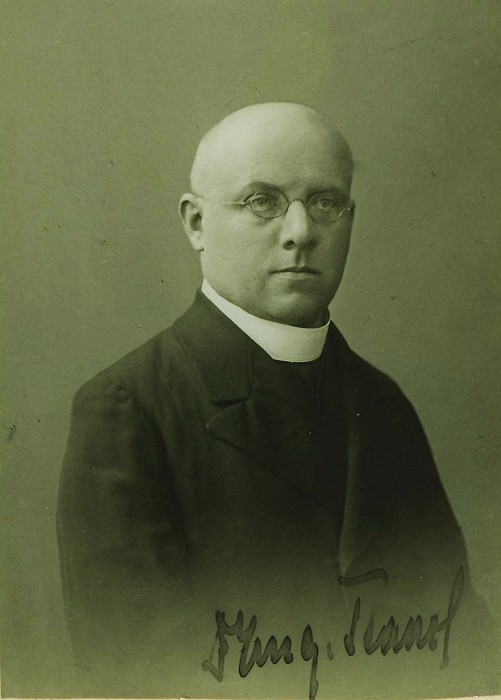
Augustin Štancl v mladším věku, fotografie s jeho vlastnoručním podpisem

Hlavní zájmovou oblastí, v níž se Štancl po celý život angažoval, byl tzv. „boj o katolickou školu“ – tj. snaha o znovuobnovení ztraceného katolického ducha na státních školách. Za tím účelem založil v roce 1900 v Olomouci spolu s dvěma kněžími z tamního kněžského semináře (P. Janem Kořistkou a P. Cyrilem Sládečkem) český katolický školský spolek Matice cyrilometodějská. Prvním matičním předsedou byl zvolen již zmiňovaný olomoucký právník JUDr. Mořic Hruban, Štancl se stal místopředsedou. Matice však měla zpočátku spíše regionální charakter: Za cíl si stanovila vybudovat v Olomouci českojazyčné katolické měšťanské školy a přivést sem z Bubenče u Prahy Kongregaci školských bratrů.
Záběr své činnost spolek rozšířil od roku 1908, kdy A. Štancl začal prosazovat vybudování katolického pedagogia – vzdělávacího ústavu pro budoucí katolické učitele. Ještě více se činnost Matice rozrostla po roce 1910, kdy se stal jejím jednatelem P. František Světlík. Spolek se totiž začal orientovat také na vydavatelskou a obchodní činnost, zřídil sekretariát, a především začal zakládat matiční odbory (pobočky) po celé Moravě. Tím se v krátké době mnohonásobně rozšířila členská základna: Zatímco před rokem 1910 neměla Matice ani 1000 členů, v roce 1915 jejich počet dosahoval téměř 21 000.
Štanclova role ve spolku byla variabilní a během let se měnila. Poté, co po založení vykonával funkci místopředsedy, je v roce 1909 uváděn jako jednatel. Mimo to byl také členem ústředního výboru spolku. V roce 1913 byl však kvůli dlouhodobým názorovým střetům se spolkovými funkcionáři ThDr. Josefem Kachníkem, P. Františkem Světlíkem a spolkovým sekretářem Františkem Dolanským (tyto spory měly dohru i u soudů) z Matice vyloučen. Zpět se vrátil asi v roce 1919, kdy založil nový místní odbor Matice cyrilometodějské v Kroměříži. Během období první republiky jeho pozice v Matici opět získávala na vážnosti. Od začátku roku 1923 se totiž stal šéfredaktorem tiskového spolkového orgánu Rodina a škola, který redigoval až do roku 1935. Kromě toho byl v roce 1925 opět zvolen do ústředního výboru Matice a o rok později, 19. května 1926, byl spolu s arcibiskupem Leopoldem Prečanem a kanovníkem Františkem Světlíkem jmenován čestným členem spolku. Svůj kariérní postup v Matici pak završil na jaře 1938, kdy byl zvolen předsedou. Na tomto postu Štancl setrval do začátku července 1942. O jeho dalším angažmá v Matici toho není příliš známo. V roce 1943 zastával funkci jednatele. Po válce, v roce 1946, je opět uváděn jako předseda. V té době Štancl také přivedl do spolku katolického intelektuála a organizačně schopného pracovníka Josefa Vlčka, kterého ustanovil generálním tajemníkem Matice. J. Vlček se později stal Štanclovým ideovým následovníkem a předsedou obnovené Matice cyrilometodějské po roce 1989.
Dochované prameny dokládají, že Štancl ještě v říjnu roku 1948 kandidoval na dvě významné funkce ve výboru: Patřil mezi pětici kandidátů na místopředsedu a rovněž byl navržen na funkci pokladníka. Z poslední dochované zprávy o valné hromadě spolku, konané 26. ledna 1949, vyplývá, že byl stále ještě členem výboru. V té době však Matice měla před sebou již jen krátkou budoucnost – v roce 1950 byla totiž ministerstvem vnitra zrušena, někteří její pracovníci zatčeni a uvězněni a veškerá spolková dokumentace zabavena a zničena. Matice cyrilometodějská byla znovu obnovena až po pádu komunistického totalitního režimu.

## Průkopník českého salesiánského díla
Původním cílem propagátorů katolické školy sdružených v Matici cyrilometodějské bylo mj. přivést na Moravu Kongregaci školských bratrů, kterou chtěli usadit v Olomouci. Tento záměr však z více důvodů ztroskotal ještě před první světovou válkou.
V roce 1919 se však Štancl náhodně seznámil s tehdy ještě ne příliš známou řeholní společností salesiánů založenou ve druhé polovině 19. století italským knězem Janem Boskem, která se věnovala především výchově chlapecké mládeže. První salesiáni, se kterými se Štancl potkal (v Přerově na vlakovém nádraží) byli Poláci, kteří se vraceli z Vídně z exercicií do svého ústavu v Oswiecimi (Osvětimi), kam přišli z Itálie již v roce 1898. Štancl brzy po tomto setkání tento jejich ústav navštívil. V dalších letech pak kontaktoval slovenské salesiány, kteří měli svou první komunitu od školního roku 1921–1922 v Perose Argentině v Itálii. S českými salesiánskými studenty v Itálii, kteří kvůli malému počtu zatím ještě nebyli sdružení dohromady, začal Štancl korespondovat asi od podzimu 1923.
Salesiánská řeholní společnost Štancla natolik nadchla, že ji začal všestranně podporovat – ať už články v tisku a přednáškami, tak i sháněním peněz a hledáním vhodných kandidátů pro studia v české salesiánské komunitě, která vznikla na přelomu let 1924–1925 rovněž v Perose Argentině, kde nahradila Slováky, kteří již v říjnu 1924 přesídlili do vlasti (Štancl Perosu také osobně navštívil v červenci 1925 a pravděpodobně i v březnu 1924).

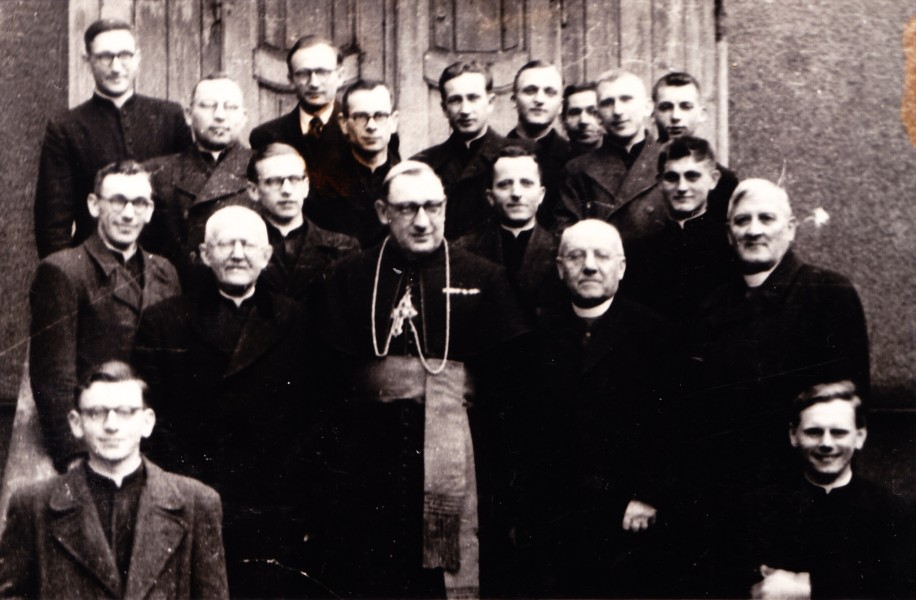
Litoměřický biskup Štěpán Trochta (uprostřed) spolu s Mons. Štanclem (vpravo) a s P. Stuchlým (vlevo).

Zatímco Štancl zajišťoval podporu a propagaci salesiánů na Moravě, v Čechách tytéž aktivity vyvíjel P. Karel Klement. Oba tito „průkopníci“ také vyslali na studia k českým salesiánům v Itálii první velkou skupinu pětadvaceti českých chlapců, kteří do Perosy dorazili 15. prosince 1924. Ředitelem této české komunity byl ustanoven vůbec první český salesián P. Ignác Stuchlý (1869–1953), který se Štanclem během dalších let navázal nejen blízkou spolupráci, ale také srdečné přátelství.
Českému salesiánskému dílu byl příznivě nakloněn i arcibiskup ThDr. Leopold Prečan a Štanclovi se postupně dařilo získat řadu dobrodinců, kteří salesiány podporovali. Mezi ně patřil také významný představitel českých přistěhovalců v USA JUDr. Hynek Dostál, jehož prostřednictvím Štancl agitoval pro salesiánské dílo i v zámoří. Od roku 1926 Štancl také usiloval o založení oficiálního sdružení salesiánských spolupracovníků.
Téhož roku salesiáni na Moravě také získali první nemovitosti – jednalo se o polnosti a dům v Černotíně a především o větší dům v Přerově, který jim připadl v pozůstalostním řízení po zemřelém přerovském děkanovi Ignáci Zavřelovi. Protože salesiáni zatím nebyli v ČSR a neměli zde ani žádný právní statut, zajišťoval pro ně většinu majetkově právních záležitostí právě A. Štancl.
Nejpozději od roku 1926 se také začalo vážněji uvažovat o přesunutí salesiánů do českých zemí a v souvislosti s tím probíhala různá jednání o nabídkách míst, kde by se mohli usadit. Zpočátku se jevilo jako nejnadějnější obsazení domu v Přerově, již v polovině roku 1926 se však ukázalo, že to nebude možné, protože tamní nájemníci jsou zákonem chráněni nejméně do roku 1928. Štancl proto pokračoval v dalších jednáních, mj. dokonce ve Zlíně osobně jednal s továrníkem Tomášem Baťou o možném usazení salesiánů v tomto městě. O prázdninách roku 1927 se však nakonec Štanclovi po složitých jednáních (probíhajících již od března 1926) podařilo pro salesiány od Kongregace Sester Neposkvrněného Početí Panny Marie zakoupit bývalý objekt klášterní školy ve Fryštáku u Zlína. Salesiáni se v tomto svém prvním domě usadili v září téhož roku.
Po jejich příchodu na Moravu sice význam Štanclovy role sice poněkud pominul, nicméně i poté se tento jejich sympatizant aktivně angažoval ve prospěch salesiánského díla v různých záležitostech a často jezdíval navštěvovat domy, které salesiáni postupně v Čechách a na Moravě zakládali. Od října 1933 byl také členem Spolku pracovníků salesiánských v ČSR, jež byl založen jako organizace právně zastupující salesiány, kteří v ČSR do té doby stále nebyli právně uznáni (k tomu došlo až v lednu 1936).
Ještě řadu let po Štanclově smrti se spekulovalo o tom, že Štancl nedlouho před svým odchodem na věčnost složil řeholní sliby a stal se členem salesiánské řeholní rodiny. Dlouho však neexistoval žádný přímý písemný doklad, který by tuto skutečnost potvrzoval (což bylo pro období totality pochopitelné), takže šlo o informaci, která se pouze ústně tradovala mezi starší generací salesiánů. Světlo do celé záležitosti nakonec vnesl teprve až zcela náhodný objev učiněný v červnu 2014 v archivu České salesiánské provincie v Praze – Kobylisích. Šlo o dopis, který salesiánu – koadjutorovi Josefu Kalovi (1917–1992) v dubnu 1991 napsal salesián P. Oldřich Med (1914–1991), tehdejší duchovní správce v Rosicích u Brna. Med v dopise reagoval na žádost Kaly, který se oženil a později ovdověl a měl tužbu vrátit se zpět do salesiánské řeholní společnosti: „Milý Jozefe, předložil jsem minulý týden na inspektoriální radě Tvé přání obnovit salesiánské sliby a bylo jednomyslně přijato vzhledem k Tvému zdravotnímu stavu dovolit Ti, abys směl tyto sliby soukromě do mých rukou složit podobně, jak to učinili na konci svého života P. Hruška, P. Frant. Veselý, Dr. Štancl…“ Až tento dopis tedy zcela jasně potvrdil, že Štancl skutečně salesiánské řeholní sliby složil, a stal se tak ještě před smrtí tajně salesiánem.

## Dílo
- Křesťanství a rolnická otázka. Hradec Králové : Tiskové družstvo (Adalbertinum), 1920. 66 s.
- Kapitalismus. Hradec Králové : Tiskové družstvo, 1923. 96 s.
- Dílo salesiánské : kus sociální práce katolické církve. Hranice 1926. 140 s.
- Pryč s naším školským monopolem! Hradec Králové : Tiskové družstvo, 1928, 48 s.
- Ráj. Olomouc : Velehrad, 1948, 31 s.